# یخچال گوندوگرو
یخچال گوندوگرو (اردو: گوندوگرو گلیشیر) یک یخچال طبیعی در نزدیکی کنکوردیا در گلگت-بلتستان پاکستان است. این یخچال مسیری جایگزین برای رسیدن به کنکوردیا به شمار می‌رود که محل تلاقی یخچال بالتورو و یخچال گادوین-آستین است.